# Die verlorene Mine von Phandelver
| Die verlorene Mine von Phandelver Lost Mine of Phandelver | Die verlorene Mine von Phandelver Lost Mine of Phandelver |
| Veröffentlichung                                          | Veröffentlichung                                          |
| --------------------------------------------------------- | --------------------------------------------------------- |
| Autor(en)                                                 | Richard Baker                                             |
| Originalverlag                                            | Wizards of the Coast                                      |
| Originalveröffentlichung                                  | 2014                                                      |
| Originalsprache                                           | Englisch                                                  |
| Original ISBN                                             | ISBN 978-0-7869-6559-5                                    |
| Deutscher Verlag                                          | Ulisses Spiele, Wizards of the Coast                      |
| Deutsche Veröffentlichung                                 | 2018, 2021                                                |
| Deutsche ISBN                                             | ISBN 978-1-945625-66-4                                    |
| Welt und System                                           |                                                           |
| Originaledition                                           | 5. Edition                                                |
| Edition der Neuauflage                                    | 5. Edition                                                |
| Spielwelt                                                 | Vergessene Reiche                                         |
| Charakterlevel                                            | 1–5                                                       |
| Zusammenhängende Abenteuer                                | Der Drache vom Eisnadelgipfel                             |

Die verlorene Mine von Phandelver ist das einzige offiziell von Wizards of the Coast verlegte Abenteuer für Dungeons and Dragons, das kostenfrei zur Verfügung gestellt wird. Es war das erste Abenteuer für die fünfte Edition Dungeons and Dragons.

## Handlung
Als Abenteueraufhänger wird vorgeschlagen, dass die SC (Spielercharaktere) eine Wagenkolonne von Niewinter nach Phandalin begleiten, woraufhin sie kurz vor Phandalin von einer Horde Goblins überfallen werden. Die SC sind daraufhin in Phandalin gestrandet, erfahren von den aktuellen Begebenheiten und werden um Hilfe gebeten. Das Gesamte Abenteuer spielt an der Schwertküste in den vergessenen Reichen. Das Dorf Phandalin ist der wesentliche Dreh- und Angelpunkt der Geschichte.
Vor über 500 Jahren schlossen Zwerge und Gnome ein Abkommen, um eine Mine, unweit der Grenzen von Phandalin, miteinander zu teilen, welche später als Wellenhallhöhle bekannt wurde und neben großem Reichtum an natürlichen Rohstoffen auch magische Kräfte verbarg. Gemeinsam mit den Menschen wurde eine magische Schmiede gegründet, die auch immer mehr Leute nach Phandalin lockte. Später aber kam es zu einer Katastrophe, als Orks aus dem Norden die Schwertküste überfielen und plünderten. Die Wellenhallhöhle wurde hierbei verwüstet und ist eingestürzt.
Jetzt aber behaupten drei Zwerge, die Felssucher-Brüder, dass sie den Eingang zur verschollenen Wellenhallenhöhle wiedergefunden hätten und die Mine wieder öffnen wollen. Eine geheimnisvolle Person, die als Schwarze Spinne bekannt ist, will diese Pläne vereiteln und kontrolliert eine Bande von Banditen und Goblins, die erneut die Gegend um Phandalin terrorisieren.

## Geschichte
In erster Auflage erschien die verlorene Mine von Phandelver im Juli 2014 als Bestandteil des Startersets für die damals neue fünfte Edition von Dungeons and Dragons. Entworfen wurde das Abenteuer von Richard Baker als One-Shot für neue Charaktere bis zum fünften Level.
Auf Deutsch erschien 2018 eine übersetzte Version des Abenteuers im „Einsteigerset“, welches von Ulisses Spiele übersetzt, produziert und herausgegeben wurde. Nachdem Wizards of the Coast sich 2021 entschied, die Zusammenarbeit mit Ulisses Spiele zu beenden und fortan auch die Übersetzungen ihrer Werke selbst zu publizieren, wurde die Produktion des Einsteigersets gestoppt und das Abenteuer die verlorene Mine von Phandelver fortan kostenfrei als digitaler Inhalt zur Verfügung gestellt.
Die verlorene Mine von Phandelver hat sich über die Jahre den Ruf als bestes Abenteuer für Einsteiger gesichert.

## Auszeichnungen
- 2014: „Beste (Rollenspiel) Erweiterung“ – Golden Geek Awards[8]
- 2015: „Bestes Preis-Leistungsverhältnis“ – ENNIE Awards[9]
- 2015: „Bestes Familienspiel“ – ENNIE Awards[9]